# Ian Wallace
Ian Russell Wallace (Bury, Lancashire, 29 de setembro de 1946 — Los Angeles, Califórnia, 22 de fevereiro de 2007), foi um baterista de rock e jazz, mais conhecido por ter sido membro da banda de rock progressivo, King Crimson de 1971-1972.
Wallace formou sua primeira banda, The Jaguars, na escola, antes de juntar-se a The Warriors com Jon Anderson em seus dias de pré-Yes. (Wallace mais tarde tocou com o Yes uma vez em novembro de 1968 durante a saída de Bill Bruford da banda).
Depois de The Warriors, Wallace foi para a Big Sound. Na década de 1960, Big Sound tocou na Dinamarca, Noruega e Suécia como uma banda nas aberturas das apresentações da lenda dinamarquesa do rock, Rock Nalle. The Big Sound e The Warriors tinham sido parceiras, e atuado juntas no Storyville Club, Frankfurt e Colônia, e então em Copenhagen. Os músicos de bateria e baixo da Big Sound haviam deixado a banda, e Ian e o baixista da The Warriors, Dave Foster, juntaram-se ao grupo. Quando a Big Sound se desfez no final de 1967 durante uma turnê na Noruega, alguns membros, incluindo Ian, mudaram-se para Londres juntamente com outros artistas como Sandie Shaw, David Garrick, Marv Johnson e Lou Christie.
Wallace mais tarde uniu-se a Bonzo Dog Doo Dah Band de Vivian Stanshall, e então The World com Neil Innes antes de ir para a King Crimson. Apareceu no álbum, Islands em 1971, e no álbum ao vivo, Earthbound em 1972, bem como em uma série de lançamentos posteriores. Em maio de 1972, no final da turnê dos Estados Unidos, ele e o companheiro Crimson, membros de Mel Collins e Boz Burrell deixaram a banda e foram para a Snape de Alexis Korner.
Wallace subsequentemente trabalhou com Peter Frampton em 1975. Foi convidado para participar da banda de Bob Dylan em 1978 e tocou com Ry Cooder em 1979. Outros trabalhos notáveis incluem os com Don Henley nas décadas de 1980 e 1990. As gravações em estúdio de Wallace e créditos ao vivo também incluem Bonnie Raitt, Joe Walsh, Bob Dylan, Johnny Hallyday, Keith Emerson, Roy Orbison, Jackson Browne, os Traveling Wilburys, Eric Clapton, Jon Anderson, Alvin Lee, Crosby, Stills, Nash & Young, Brian Eno, Larry Coryell, Stevie Nicks, Lindsey Buckingham, Steve Marriott, Badger, Al Kooper, Tim Buckley, Lonnie Mack, Procol Harum (turnê de 1993), e Warren Zevon.
Durante um curto período, Wallace formou The Teabags em Los Angeles com Peter Banks (ex-Yes), Jackie Lomax (ex-Badger), David Mansfield, Kim Gardner (também ex-Badger) e Graham Bell.
Em 2003 ele uniu-se a 21st Century Schizoid Band, novamente substituindo o ex-baterista do King Crimson, Michael Giles e lançou seu único álbum solo, Happiness With Minimal Side Effects. Em 2005 formou o Crimson Jazz Trio com Tim Landers no baixo e Jody Nardone ao piano. The Crimson Jazz Trio lançou o  King Crimson Songbook Volume One em novembro de 2005. Em junho de 2006, o Crimson Jazz Trio gravou King Crimson Songbook Volume Two que está programado para ser lançado no início de 2008.
Em 10 de agosto de 2006, Wallace foi diagnosticado com um câncer de esôfago. Ele relatou a sua doença em seu blog na esperança de que sua história encorajasse outros com sintomas semelhantes a prosseguirem no tratamento. Ele morreu, aos 60 anos de idade, com sua esposa Marjorie Pomeroy, ao seu lado.

## Discografia selecionada
- 1971: King Crimson — Islands
- 1972: Billy Burnette - Billy Burnette
- 1973: Alexis Korner & Snape - Accidentally Born in New Orleans
- 1973: Jackson Heights - Bump & Grind
- 1973: Alvin Lee & Mylon LeFevre - Road to Freedom
- 1974: Alexis Korner - Alexis Korner
- 1974: Big Jim Sullivan - Big Jims Back
- 1974: Alvin Lee - In Flight
- 1974: Alexis Korner - Mr. Blues
- 1974: Alexis Korner - Snape Live on Tour
- 1975: Steve Marriott - Marriott
- 1975: Alvin Lee - Pump Iron!
- 1978: Bob Dylan - Street Legal
- 1979: Bob Dylan - At Budokan
- 1981: Ron Wood - 1234
- 1981: David Lindley - El Rayo-X
- 1982: Don Henley - I Can't Stand Still
- 1982: David Lindley & El Rayo-X - Win This Record
- 1983: Jon Anderson - Animation
- 1983: Stevie Nicks - Wild Heart
- 1984: Don Henley - Building the Perfect Beast
- 1986: Graham Nash - Innocent Eyes
- 1986: Jackson Browne - Lives in the Balance
- 1986: Bonnie Raitt - Nine Lives
- 1988: The Traveling Wilburys - Traveling Wilburys, Vol. 1
- 1989: Roy Orbison - Mystery Girl
- 1990: London Quireboys - Little Bit of What You Fancy
- 1995: Alvin Lee & Ten Years After - Pure Blues
- 1995: Joe Walsh - Robocop: The Series Soundtrack
- 1996: Johnny Hallyday - Destination Vegas
- 1998: King Crimson — Live at Jacksonville, 1972
- 2000: Billy Burnette - Are You With Me Baby
- 2000: King Crimson — Live at Summit Studios: Denver, 03/12/1972
- 2000: Alvin Lee & Ten Years After - Solid Rock
- 2001: Rodney Crowell - Houston Kid
- 2001: King Crimson — Live in Detroit 1971
- 2002: King Crimson — Earthbound
- 2002: King Crimson — Ladies of the Road
- 2003: Esther Phillips - Black-Eyed Blues
- 2003: The Warriors - Bolton Club '65
- 2003: Ian Wallace - Happiness With Minimal Side Effects
- 2003: King Crimson — Live in Orlando, 1972
- 2003: Bob Dylan - Street Legal [Remastered] Bob Dylan
- 2005: Fission Trip - Fission Trip, Volume One
- 2005: Adrian Belew - Side One
- 2005: Crimson Jazz Trio - King Crimson Songbook, Volume One
- 2006: 21st Century Schizoid Band - Pictures of a City: Live in New York
- 2007: The Traveling Wilburys - Traveling Wilburys
- 2007: Steve Marriott's All Stars - Wam Bam